# ميتسونوري ميساوا
ميتسونوري ميساوا (باليابانية: 前沢 光徳) (20 ديسمبر 1967 في طوكيو في اليابان – )؛ هو لاعب كرة قدم سابق كان يلعب كمهاجم.